# Centipede
Centipede — классическая аркадная игра в жанре фиксированного шутера, разработанная Эдом Логгом и Доной Бейли и выпущенная Atari, Inc. в 1980 году. Эта игра стала одной из первых среди игр для аркадных автоматов, принимающих монеты, которая смогла привлечь существенное количество игроков-женщин, уступая только Pac-Man. Игрок защищается от нападающих на него стай членистоногих, завершая раунд уничтожением сороконожки, которая спускается вниз по игровому полю.
В 1982 году был выпущен сиквел Millipede.

## Игровой процесс
Управляемый игроком персонаж выглядит как небольшая, «почти гуманоидная голова» в нижней части экрана. На картриджах для Atari 2600, Atari 5200 и Atari 7800 он изображается как укрытый плащом эльфоподобный персонаж. Игрок перемещает персонажа по нижней части экрана трекболом и стреляет лазерами в сороконожку, наступающую на него с верхней части экрана вниз по грибному полю. Попадание в любую часть сороконожки создаёт гриб. Если попасть в один из средних сегментов, это разбивает сороконожку на две части в этой точке. Каждая часть после этого начинает двигаться вниз независимо от другой: первый сегмент задней части становится новой головой. Если голова уничтожается, сегмент позади её становится новой головой.
Сороконожка начинает двигаться с верха экрана и движется налево или направо. Когда она наталкивается на гриб или на края экрана, она спускается вниз на один уровень и меняет направление. Таким образом, чем больше грибов присутствует на экране, тем быстрее сороконожка спускается вниз. Игрок может уничтожить грибы, стреляя в них, но для этого надо попасть в гриб четыре раза.
Если сороконожка достигает нижней части экрана, она начинает ходить взад и вперёд по области, в которой находится игрок, и периодически к ней добавляется один головной сегмент. Это продолжается до тех пор, пока игрок не уничтожит всю исходную сороконожку и все новые головы. Когда все сегменты сороконожки уничтожены, новая сороконожка появляется в верхней части экрана. В то же время, каждый раз после уничтожения сороконожки, следующая становится на один сегмент короче и сопровождается одним дополнительным, быстро движущимся «головным» сегментом. Игрок теряет жизнь, когда дотрагивается до сороконожки или другого вражеского членистоногого).
Блохи оставляют за собой грибы, если в игровой области их находится меньше пяти (хотя это количество увеличивается с повышением сложности). Пауки перемещаются по игровой области зигзагообразно и иногда съедают некоторые грибы. Скорпион отравляет все грибы, которых касается. Скорпионы никогда не появляются в зоне, по которой может двигаться игрок. Сороконожка, касаясь отравленных грибов, начинает двигаться прямо к области игрока. По достижении области игрока, сороконожка вновь начинает вести себя обычным образом. Прикосновение протагониста к любому из этих врагов также приводит к потере жизни.

## Оценки и мнения
| Иноязычные издания                    | Иноязычные издания |
| Издание                               | Оценка             |
| ------------------------------------- | ------------------ |
| Electronic Fun with Computers & Games | [ 5 ]              |